# Bernard Dupont
Bernard Dupont (* 23. September 1933 in Vouvry; † 4. Dezember 1990 in Genf; heimatberechtigt in Vouvry) war ein Schweizer Politiker der FDP.
Nach einer Mechanikerlehre studierte Dupont ab 1953 Wirtschafts- und Handelswissenschaften in Lausanne, Hamburg und Oxford. Seine politische Karriere begann er 1957 als Gemeindeschreiber von Vouvry. Von 1961 bis 1990 war er dort Gemeindepräsident und von 1965 bis 1985 zugleich Mitglied im Grossen Rat des Kantons Wallis. Von 1971 bis 1986 war Dupont Präsident der FDP des Kantons Wallis. 1975 wurde er in den Nationalrat gewählt und blieb dort bis 1987 Mitglied. Im Nationalrat war er u. a. Präsident der Aussenpolitischen Kommission.
Dupont engagierte sich auch auf europäischer Ebene: 1968 wurde er Generalsekretär und 1974 Präsident der Schweizer Vereinigung für den Rat der Gemeinden Europas. Zudem war er von 1981 bis 1988 Mitglied der Parlamentarischen Versammlung des Europarats und der Konferenz der Gemeinden und Regionen in Europa, deren Präsident er von 1980 bis 1982 war.